# Organització de Mestres Nacionals Irlandesos
L'Organització de Mestres Nacionals Irlandesos (irlandès: Cumann Múinteoirí Éireann; anglès: Irish National Teachers' Organisation, INTO) és un sindicat de professorat d'Irlanda. Fundat l'any 1868, és el sindicat de mestres més gran i més antic del país. Representa mestres de primari a la República d'Irlanda, i de primari i secundària a Irlanda del Nord. La seu al sud es troba a Parnell Square, Dublín, i la del nord a Belfast.
Des de 2018 el seu president és Joe Killeen, i la secretària general al sud és Sheila Nunan i al nord Gerry Murphy. El 22 de març de 2018, com a record del 150è aniversari de l'entitat, An Post va emetre un segell commemoratiu.

## Membres
A desembre de 2017, el sindicat manifestà tenir 43623 membres: 36367 als 26 comtats del Sud i 7256 als 6 comtats del Nord.

## Secretaris generals
1868: John O'Harte
1871: John Morrin
1877: J. W. Henly
1878: Un. K. O'Farrell
1884: James Thompson
1891: M. O'Kelly
1894: J. Coffey
1898: T. Clarke
1910: Michael Doyle
1913: Eamonn Mansfield
1916: Thomas J. O'Connell
1949: D. J. Kelleher
1967: Seán Brosnahan
1978: Gerry Quigley
1990: Joe O'Toole
2001: John Carr
2009: Sheila Nunan

## Presidents
| 1868: Vere Foster 1873: John Boal 1875: John Traynor 1877: J. Ferguson 1882: W. Cullen 1883: J. Nealon 1889: P. Ward 1892: D.A. Simmons 1904: J Nealon 1905: J.J. Hazlet 1906: D.C. Maher 1907: P. Gamble 1908: D. Elliot 1909: J. McGowan 1910: E. Mansfield 1911: G. O'Callaghan 1912: Catherine M Mahon 1914: G. O'Callaghan 1916: G. Ramsey 1917: J. Cunningham 1918: R. Judge 1919: T.J. Nunan 1920: D.C. Maher 1921: J. Harbison 1922: C. Breathnach | 1923: D.A. Meehan 1924: J. McNeelis 1925: C.P. Murphy 1926: T. Frisby 1927: H. O'Donnell 1928: P.J. Quinn 1929: E. Caraher 1930: W.P. Ward 1931: R. Neilly 1932: M. Kearney 1933: C. Breathnach 1934: J. Hurley 1935: L. Sweeney 1936: D.F. Courell 1937: J.F. O'Grady 1938: T.J. Nunan 1940: H.A. Macauley 1941: J.P. Griffith 1942: M. Coleman 1943: H. O'Connor 1944: T. Frisby 1945: K.M. Clarke 1946: D.J. Kelleher 1947: S. Brosnahan 1948: L. Forde | 1949: J. Mansfield 1950: B. Bergin 1951: I.H. McEnaney 1952: P. Gormley 1953: H.J. McManus 1954: M. Griffin 1955: H.F. Mcune-Reid 1956: M. Skinnider 1957: L. O'Reilly 1958: G. Hurley 1959: W.M. Keane 1960: S. McGlinchey 1961: P.J. Looney 1962: P. O'Riordan 1963: D. O'Scanaill 1964: P. Carney 1965: E. Liston 1966: R.S. Holland 1967: J. Allman 1968: A.J. Faulkner 1969: T. Martin 1970: T. Wade 1971: A. Brennan 1972: S. O'Connor 1973: S. O'Brien | 1974: S. Carew 1975: S. Eustace 1976: B. Gillespie 1977: B. Scannell 1978: F. Poole 1979: G. Keane 1980: M. McSweeney 1981: F. Cunningham 1982: T. Waldron 1983: M. O'Connell 1984: J.J. Connelly 1985: R. Carabine 1986: S. Puirseil 1987: T. Honan 1988: M. Drew 1989: T. Gilmore 1990: J. White 1991: J. Collins 1992: B. Gilmore 1993: E. Bruton 1994: M. McGarry 1995: S. Shiels 1996: L. Mccloskey 1997: T. Bates 1998: B. Hynes | 1999: D. Rainey 2000: D. Ó Loingsigh 2001: J. Ward 2002: G. Malone 2003: S. Rowley 2004: A. Corcoran 2005: S. Nunan 2006: D. Bohane 2007: A. Dunne 2008: D. Kelleher 2009: M. Ní Chuinneagáin 2010: J. Higgins 2011: N. Flynn 2012: A. Fay 2013: B. O'Sullivan 2014: S. McMahon 2015: E. Dineen 2016: R. Jordan 2017: J. Boyle 2018: J. Killeen |

## Club na Múinteoirí

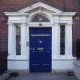
Porta del Club na Múinteoirí

Porta amb porta a la seu de l'entitat de Parnell Square de Dublín hi ha el Club de Mestres (Club na Múinteoirí), espai gestionat pel sindicat per a organitzar esdeveniments socials i culturals, incloent sales grans, sales de reunions, un bar i un teatre.